# Сховок (манґа)
Hideout (стилізований маюскулом) — японська манґа, написана та проілюстрована Масасумі Какідзакі. Виходила у журналі сейнен-манґи Weekly Big Comic Spirits видавництва Shogakukan з червня по серпень 2010 року. Пізніше глави манґи були зібрані і видані в одному танкобон-томі. У серпні 2023 видавництво Наша ідея видало манґу в Україні.

## Сюжет
На нібито ідеальному острові для відпустки, Сеїчі Кірішіма та його дружина Мікі Кірішіма зненацька потрапили під зливу десь посеред нього. Хоча це не заважає його роздумам, навпаки — лише чіткіше визначило його мету, а саме: сьогодні ввечері він уб'є свою дружину.
Лише рік тому він був щасливою людиною — письменником-початківцем, задоволеним чоловіком і батьком маленького хлопчика… на той час у нього все було добре. Але його щастю прийшов кінець. Вдень, коли його редактор припинив співпрацю з ним, темрява проникла в його життя швидше за кулю. Починається жахливий спуск у надра пекла, сторінка за сторінкою його, здається, останнього роману…

## Персонажі
- Сеїчі Кірішіма — колишній письменник і чоловік Мікі Кірішіми. Після втрати сина він привіз дружину у відпустку, під час якої задумав її вбити.
- Мікі Кірішіма — дружина Сеїчі. Вона розлючена на чоловіка після смерті їхнього єдиного сина.
- Старий — не має сонячного світла через те, що він живе в темній печері. Захоплює жінок у полон і поїдає плоть їх чоловіків, з якими розділилися.

## Публікація
Написана та проілюстрована Масасумі Какідзакі манґа Сховок публікувалася у журналі сейнен-манґи Weekly Big Comic Spirits видавництва Shogakukan з 14 червня по 23 серпня 2010 року. Shogakukan зібрав дев'ять розділів в одному томі, випущеному 30 листопада 2010 року.

### Список глав
| № | Японською                                                                                          | Японською              | Українською   | Українською            |
| № | Дата виходу                                                                                        | ISBN                   | Дата виходу   | ISBN                   |
| --- | -------------------------------------------------------------------------------------------------- | ---------------------- | ------------- | ---------------------- |
| 1 | 30 листопада 2010                                                                                  | ISBN 978-4-09-183613-7 | 5 серпня 2023 | ISBN 978-617-8109-69-1 |
| \| 1. «Злісні очі» 2. «Кошмар» 3. «Усі помруть» 4. «Допоможіть» 5. «Навпаки» \| 1. «Поховати все» 2. «Живим або мертвим» 3. «Нова родина» 4. «Останній розділ. Смертельна спіраль» \| | |                        |               |                        |
| 1. «Злісні очі» 2. «Кошмар» 3. «Усі помруть» 4. «Допоможіть» 5. «Навпаки» | 1. «Поховати все» 2. «Живим або мертвим» 3. «Нова родина» 4. «Останній розділ. Смертельна спіраль» |                        |               |                        |